# Слуцьке
Слуцьке — село в Україні, у Теофіпольській селищній громаді Хмельницького району Хмельницької області. Населення становить 113 осіб. До 2020 орган місцевого самоврядування — Гальчинецька сільська рада.

## Географія
Селом протікає річка Случ.

## Історія
7 (20) листопада 1917 року, відповідно до.Третього Універсалу Української Центральної Ради, увійшло до складу Української Народної Республіки.
12 червня 2020 року, відповідно до розпорядження Кабінету Міністрів України № 727-р «Про визначення адміністративних центрів та затвердження територій територіальних громад Хмельницької області», увійшло до складу Теофіпольської селищної громади.
19 липня 2020 року, в результаті адміністративно-територіальної реформи та ліквідації Теофіпольського району, село увійшло до складу Хмельницького району.
22 червня 2023 року рішенням №230 Національної комісії зі стандартів державної мови віднесено до списку населених пунктів, які «можуть не відповідати лексичним нормам української мови», зокрема стосуватися «російської імперської чи колоніальної політики». Громаді рекомендовано обґрунтувати доцільність збереження поточної назви або запропонувати нову назву в установленому законодавством порядку.
19 вересня 2024 року Верховна Рада підтримала перейменування села Червоний Случ на Слуцьке. 26 вересня 2024 року перейменування набуло чинності.